# Stara Synagoga w Poczdamie
Stara Synagoga w Poczdamie (niem. Alte Synagoge in Potsdam) – była synagoga, która znajdowała się w Poczdamie w Niemczech, przy Wilhelmsplatz.
Pierwsza synagoga została wzniesiona w 1768 roku. W 1898 postanowiono wznieść na jej miejscu nową. Projekt neoromańskiej budowli został jednak odrzucony przez cesarza Wilhelma II. Nowy projekt w stylu neobarokowym przygotował Julius Otto Kerwien (1860–1907). Po 3 latach budowy synagoga została poświęcona 17 czerwca 1903 roku. Fasada budowli była wykonana z czerwonego piaskowca. Wewnątrz znajdowały się 154 miejsca dla mężczyzn, 162 dla kobiet i 6 dla urzędników gminy żydowskiej.
Podczas nocy kryształowej z 9 na 10 listopada 1938 roku, bojówki hitlerowskie zdemolowały wnętrze synagogi. Nie podpalono jej obawiając się, że ogień przeniesie się na sąsiadującą z nią pocztę. Synagogę adaptowano na potrzeby poczty. Budynek został zniszczony podczas nalotu 14 kwietnia 1945 roku. Po zakończeniu wojny został rozebrany. Dziś stoi na tym miejscu inna budowla, na której znajduje się tablica upamiętniająca synagogę.